# Niedersächsische Agrar-Umweltprogramme
Die Niedersächsischen Agrar-Umweltprogramme, kurz NAU genannt, fördern die Einführung oder Beibehaltung von extensiven, ressourcenschonenden und besonders umweltverträglichen Produktionsverfahren in der Landwirtschaft. Konkret gefördert werden im Jahr 2006 
- umweltfreundliche Verfahren der Gülleausbringung,
- die Anlage von Blühstreifen,
- die extensive Grünlandnutzung und
- die Einführung oder Beibehaltung ökologischer Anbauverfahren.

## Weblink
- Informationen des niedersächsischen Landwirtschaftsministeriums